# 164
El 164 (CLXIV) fou un any de traspàs començat en dissabte del calendari julià.

## Esdeveniments
- La pesta antonina s'estén per l'Imperi Romà.[1]